# Velkomaršál paláce

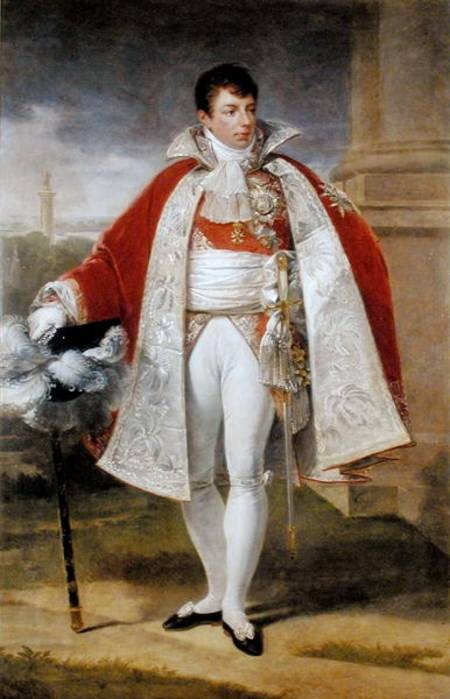
Velkomaršál paláce generál Duroc v úboru pro Napoleonovu korunovaci

Velkomaršál paláce, též velkomaršálek dvora či vrchní dvorský maršál (francouzsky Grand maréchal du palais), byl titul používaný ve Francii v období Prvního císařství k označení hlavy císařova vojenského domu (Maison militaire de l'Empereur). Znovu došlo k jeho obnovení i během Druhého císařství. Náplň této funkce zahrnovala: vedení účtů o výdajích (jídlo, skauting, bezpečnost, služebnictvo atd.), strážní službu a zajišťování bezpečnosti domácnosti během války i v době míru.

## Nositelé titulu
- 18. května 1804 – 23. května 1813: Géraud Christophe Michel Duroc, vévoda Friaulský
- 25. května 1813 – 17. listopadu 1813: Armand Augustin Louis de Caulaincourt, vévoda z Vicenzy, dočasně zastoupil Duroca po jeho smrti[5]
- 18. listopadu 1813 – 5. května 1821: Henri-Gatien, hrabě Bertrand, sloužil císaři Napoleonovi I. také v exilu na Svaté Heleně
- 2. prosince 1852 – 4. září 1870: Jean-Baptiste Philibert Vaillant, sloužil Napoleonovi III.